# Platypepla griseobrunnea
Platypepla griseobrunnea är en fjärilsart som beskrevs av Krüger. Platypepla griseobrunnea ingår i släktet Platypepla och familjen mätare. Inga underarter finns listade i Catalogue of Life.